# Les Pins (Indre-et-Loire)
Pour les articles homonymes, voir Les Pins (homonymie).
Les Pins est une ancienne commune française d'Indre-et-Loire, rattachée en 1822 à Épeigné-sur-Dême.

## Personnages célèbres
- Galiot Mandat de Grancey, propriétaire du château et de la terre des Pins avant les Le Clerc.
- Louis-René-Luc Leclerc, maire et châtelain de la petite commune des Pins, médecin-chef de l'hôpital général de Tours, fonction qu'il partage avec le docteur Pierre Bretonneau. Il est le neveu du député Claude-Nicolas Leclerc, de la commune voisine de Villedieu-le Château et le père de Frédéric Le Clerc.

## Démographie
| 1793 | 1800 | 1806 | 1821 |
| ---- | ---- | ---- | ---- |
| 147  | 129  | 139  | 133  |